# پوئرتو تورو
پوئرتو تورو (به اسپانیایی: Puerto Toro) یک روستا در شیلی است در شهرستان کابو د ارنوس. پوئرتو تورو در شرق جزیره ناوارینو واقع شده و ۳۶ نفر جمعیت دارد.
پوئرتو تورو جنوبی‌ترین روستای جهان با ساکنان دائمی و تنها اقامتگاه دائم انسانی پایین‌تر از مدار ۵۵ درجه جنوبی است. فاصله آن با قطب جنوب ۳۹۰۰ کیلومتر است.
این روستا همچنین تنها محل مسکونی و بندرگاه جزو خاک شیلی است که آب‌های آن جزو اقیانوس اطلس است.
صد سال پیش از این، پوئرتو تورو به‌خاطر یورش جویندگان طلا به منطقه، تبدیل به یکی از مهم‌ترین شهرک‌های منطقه بیگل شد. پس از فروکش کردن تب طلا در محدوده کانال بیگل، اهمیت این شهرک نیز کم شد و پوئرتو تورو امروزه بیشتر به‌خاطر صید شاه‌خرچنگ جنوبی معروفیت دارد.